# Ti-Jean Caribou
Ti-Jean Caribou est une série télévisée jeunesse québécoise en 68 épisodes de 30 minutes en noir et blanc créée par Guy Fournier et diffusée du 18 octobre 1963 au 24 mai 1966 à la Télévision de Radio-Canada.

## Synopsis
« Ti-Jean Caribou est un héros de légende dont les aventures se déroulent dans le cadre historique de la Nouvelle-France. Moitié Indien, moitié Français, il est élevé par une Huronne qui le recueille sur le bord du Saint-Laurent. Il acquiert donc le meilleur des deux cultures, la finesse et la bravoure de l’un, la ruse et le courage de l’autre, ce qui lui permet de surmonter toutes les embûches. ».

## Fiche technique
- Scénaristes : Réjane Charpentier, Guy Fournier, Louise Fournier, Claude Gauvreau, Jacques Létourneau, Louise Nobert, Pierre Patry, Jean Pellerin, Louis Portugais, Jean-Robert Rémillard, Gilles Rochette, Jean-Louis Roux, Gabrielle Vigneault
- Réalisation : Charles Dumas, Maurice Falardeau
- Réalisation technique : Albert Chevalier
- Décors : Jean-Claude Rinfret
- Costumes : Claudette Picard
- Maquillages : Édouard Shrimpton
- Société de production : Société Radio-Canada

## Distribution
- François Tassé : Ti-Jean Caribou
- Julien Bessette
- André Cailloux
- René Caron
- Georges Carrère
- Jean-Pierre Compain
- Gilbert Comtois
- Marc Cottel
- Jean Duceppe
- Yvon Dufour
- Pierre Dufresne
- Jacques Galipeau
- Gabriel Gascon
- Paul Gauthier
- Benoît Girard
- Jacques Godin
- Paul Hébert
- Léo Ilial
- Jacques Kanto
- Gaétan Labrèche
- Louise Latraverse
- Yves Létourneau
- Hubert Loiselle
- Yves Massicotte
- Monique Miller
- Denise Morelle
- Jean-Louis Paris
- Claude Préfontaine
- Michelle Rossignol
- Marcel Sabourin
- Luce Triganne
- Gabriel Vigneauit
- Lionel Villeneuve
- Geneviève Bujold